# جيسيكا باوليتا
جيسيكا باوليتا  (ولد في 21 آذار / مارس 1988) عدَّاءة إيطالية.

## السيرة الذاتية
شاركت جيسيكا في نسخة واحدة من كأس أمم أوروبا (2010) لديها 3 أوسمة  مع المنتخب الوطني من عام 2010.

## وصلات خارجية
- جيسيكا باوليتا على موقع الاتحاد الدولي لألعاب القوى (الإنجليزية)
- جيسيكا باوليتا على موقع الاتحاد الإيطالي لألعاب القوى (الإيطالية)
- جيسيكا باوليتا على موقع الدوري الماسي (الإنجليزية)

- ملفها الشخصي نسخة محفوظة 4 مارس 2016 على موقع واي باك مشين. في All-Athletics.com
- ملفها الشخصي في FIDAL الموقع